# Cristești, Nisporeni
Cristești este un sat din raionul Nisporeni, Republica Moldova.

## Istorie
Prima atestare documentară datează cu 10 februarie 1429:
„Din mila lui Dumnezeu, noi, Alexandru voievod, domn al Țării Moldovei. Facem cunoscut, cu aceasta carte a noastră, celor care o vor vedea sau o vor auzi citindu-se, că am cugetat cu gândul nostru bun și cu bunăvoia noastră cea bună și am dat soției noastre, cneaghinei Marena, mănăstirea de la Visnevăț, unde este egumen Chiprian, ca să-i fie ei uric, cu tot venitul cu toate folosințele care asculta de această mănăstire, ei, și copiilor ei, iubitului nostru Petru și altor fii și fiice a noastre, care vor fi din cneaghina Marena, și copiilor lor, și nepoților lor, și strănepoților lor și răstrănepoților lor, neclintit și nemișcat niciodată, în veci.

Iar hotarul acestei mănăstiri să fie începând din jos, unde cade Malovatețul în Vișnevăț, apoi în sus pe Vișnevăț, până la obârșie și toate poienele de deasupra Vișnevățului până în hotarul cneaghinei, și de la mănăstire, de-a curmezișul, la Târnauca, apoi peste Târnauca, de-a curmezișul la Cârlani, înapoi la hotarul cneaghinei. De asemenea, i-am dat satul lui Cristea, anume Călinăuții, unde este Golovca, și la Botne, de la obârșia Cunilei, Vrăneștii, unde ..., și Belești, și Va... și Cândrești, și Prâjolteni și la gura Cunilei, Hrișanii.

...

Iar pentru mai mare întărire a tuturor celor mai sus-scrise, am poruncit slugii noastre credincioase, Neagoe logofăt, să scrie și să atârne pecetea noastră la aceasta carte a noastră.

La Suceava, în anul 6937 <1429> februarie 10.”
Din punct de vedere geografic, localitatea este situată pe segmentul de distanță care leagă direct două importante mănăstiri: Vărzărești și Căpriana. Potrivit legendei, călugării în drumul lor de la Vărzărești spre Căpriana și înapoi, treceau prin Cristești, unde instalaseră și o răstignire la răscrucea unde făceau popas de fiecare dată. Pentru a indica locul unde se întâlneau în drumul lor unii cu alții și unde poposeau își ziceau „La Crist”, adică la răstignirea lui Cristos. Locul respectiv este numit și astăzi de către localnici „în deal la Cruce”. În perioada sovietică, răstignirile din acel loc erau de cele mai multe ori incendiate. Tot în perioada sovietică s-a insistat pe varianta că numele localității ar proveni de la numele unui boier Hristea Giune, care își avea conacul pe acele locuri.

## Administrație și politică
Componența Consiliului local Cristești (9 consilieri), ales la 5 noiembrie 2023, este următoarea:
|  | Partid                                       | Consilieri | Componență | Componență | Componență | Componență | Componență |
|  | -------------------------------------------- | ---------- | ---------- | ---------- | ---------- | ---------- | ---------- |
|  | Mișcarea „Respect Moldova”                   | 5          |            |            |            |            |            |
|  | Partidul Socialiștilor din Republica Moldova | 2          |            |            |            |            |            |
|  | Partidul Acțiune și Solidaritate             | 1          |            |            |            |            |            |
|  | Partidul Social Democrat European            | 1          |            |            |            |            |            |